# Informe de Actividad Sospechosa
Un Informe de Actividad Sospechosa' o SAR (del inglés Suspicious Activity Report) es el documento, que cumple la legislación vigente, con el que una institución financiera (bancos, casas de cambio, corredores de valores, casinos,...) que ha detectado transacciones sospechosas de blanqueo de capitales o de financiación del terrorismo, tiene la obligación de informarlas a la Unidad de Inteligencia Financiera nacional correspondiente.  El no cumplimiento del deber de informar da lugar a sanciones civiles como multas. La FinCEN, Unidad de Inteligencia Financiera de EEUUU, recibió más de 12 millones de SAR entre 2011 y 2017, y más de dos millones solo en 2019.
La Unidad de Inteligencia Financiera nacional comparte los SAR con las autoridades encargadas de velar por el cumplimiento de la ley (fuerzas del orden, Servicio de Inmigración y Control de Aduanas,...) y se utilizan para detectar delitos, pero no como prueba directa para probar casos legales. Un SAR no es una acusación, es una forma de alertar a los reguladores gubernamentales y a las fuerzas del orden sobre actividades presuntamente irregulares y posibles delitos.
Dada su importancia para los esfuerzos de aplicación de la ley, la presentación de SAR es una obligación de cumplimiento prioritaria para las instituciones financieras, pero también es una forma para que los gobiernos analicen las tendencias emergentes en los delitos financieros y desarrollen legislación y políticas futuras para contrarrestar esa actividad.
En la mayoría de las instituciones financieras, hay un responsable que designado será un punto de contacto para los empleados que reporten actividades sospechosas y es el responsable en última instancia de enviar el SAR a las autoridades.

## Cáusas de sospecha
Las circunstancias que pueden desencadenar un SAR incluyen:
- Transacciones por encima de cierto valor
- Transferencias internacionales de dinero por encima de cierto valor
- Transacciones inusuales o actividad de la cuenta. Ej. comerciante de diamantes que paga a una pizzería o lencería.
- Transacciones de personas que se sabe o se sospecha que tienen vínculos con organizaciones criminales o terroristas.
- Entrega de cantidades de efectivo demasiado cuantiosas para la actividad declarada
- Detección  de empleado con comportamiento sospechoso.
- El cliente no tiene una identificación adecuada
- Cuantías fraccionadas para evitar requisitos de SAR.
- Sistemas informáticos comprometidos de alguna manera.

En la mayoría de los casos, la actividad sospechosa puede ser detectada por el sistema de monitoreo automatizado de una institución, pero corresponde a los administradores humanos verificar y reportar esa actividad. La importancia de la vigilancia humana en el proceso SAR significa que los empleados deben estar capacitados para reconocer actividades sospechosas, cómo completar correctamente un documento SAR y cómo presentarlo a las autoridades correspondientes, que obviamente varían según el territorio. 
Es habitual que las entidades financieras tengan un departamento interno de Cumplimiento normativo que, entre otras cosas, es el encargado de velar por el cumplimiento de las medidas antiblanqueo de capitales.

## Confidencialidad
Formas de protección de la confidencialidad:
- Cuando se presentan los SAR, los sujetos de los informes no son informados
- La discusión del SAR con terceros, como los medios de comunicación, está legalmente prohibida. De hecho no se puede confirmar públicamente su existencia.
- Se otorgan privilegios especiales a los empleados que inician SAR para proteger su anonimato.
- Todos los reporteros reciben inmunidad por las declaraciones que realizan durante el procesamiento de un SAR.
- Toda la información recibida, procesada, mantenida o difundida se encuentra protegida. A tal fin, se establecen políticas para garantizar su seguridad y confidencialidad, incluyendo procedimientos rigurosos de manejo, archivo, difusión, protección y acceso a la información.

Pese a ello ha habido filtraciones de documentos SAR. Por ejemplos los llamados FinCEN Files fue una filtración de más de 2100 documentos SAR de la FinCEN, en su mayoría presentados entre 2011 y 2017, que señalan transacciones por valor de más de 2 billones de dólares.

## Plazos
Los SAR deben conservarse por la Unidad de Inteligencia Financiera durante un tiempo determinado a partir de la fecha de presentación, para la FinCEN es de cinco años.
Se debe presentar un SAR dentro de un plazo determinado. Para la FinCEN, en principio, se tienen 30 días a partir de la detección de una actividad potencialmente sospechosa. Si se necesita más tiempo para identificar un sujeto el plazo se puede ampliar a 60 días. Sin embargo, el tiempo medio de notificación de los SAR en los documentos filtrados en los FinCEN Files fue de 174 días desde que comenzó la actividad sospechosa.